# Ribeira (Porto)

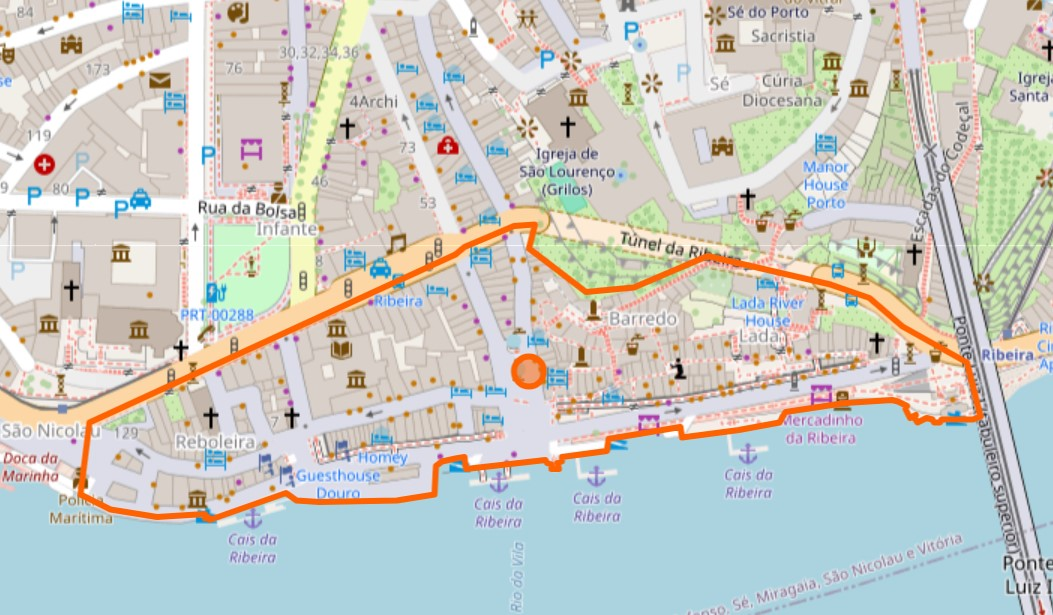
Lageplan

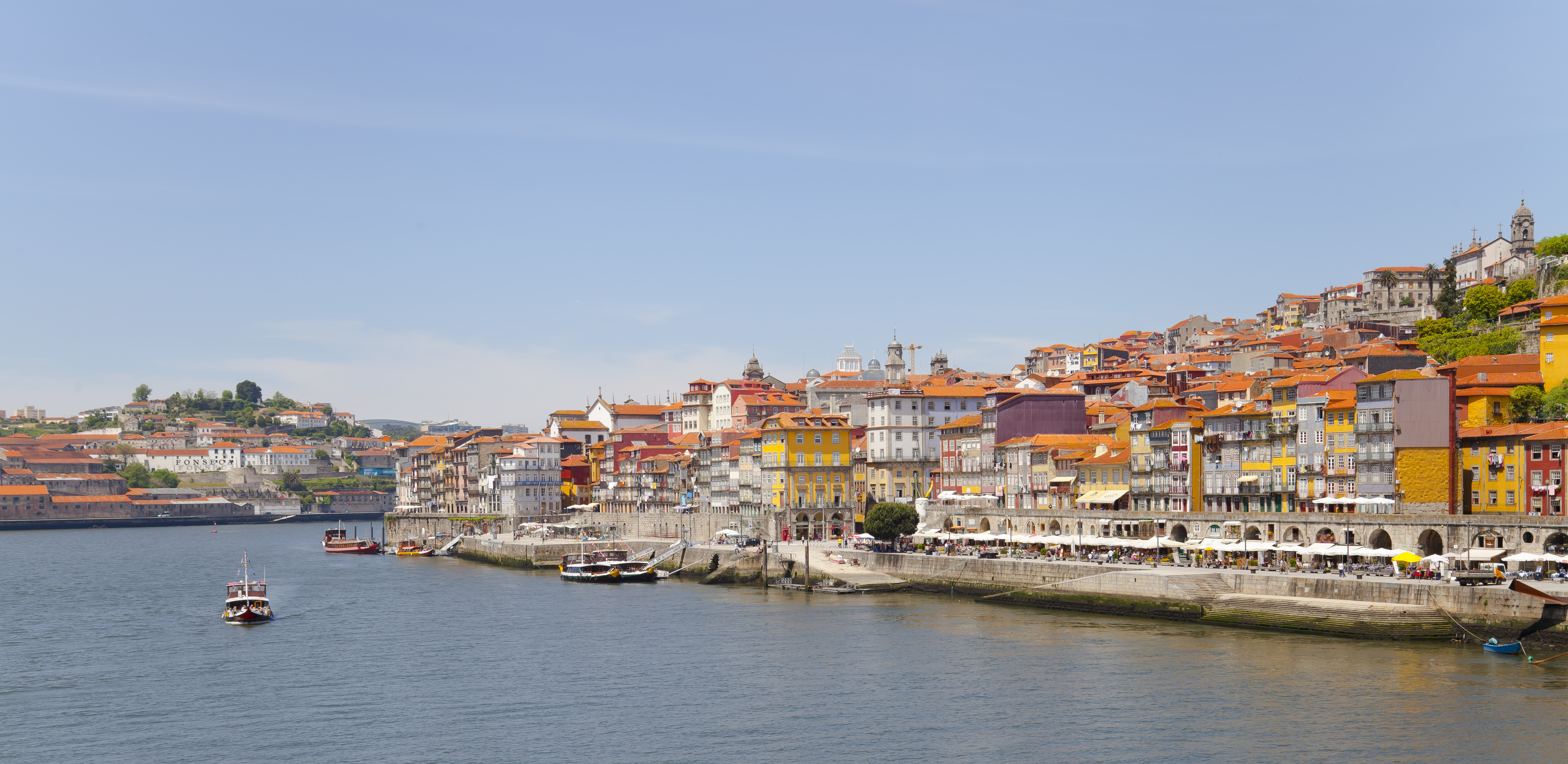
Blick entlang des Cais de Ribeira

Die Ribeira (portugiesisch für Flussufer) ist die alltagssprachliche Bezeichnung für den unteren, dem Douroufer nahen Teil der historischen Altstadt der portugiesischen Stadt Porto. Das Viertel ist Teil der Freguesia São Nicolau (Porto) und gehört damit zum historischen Zentrum der Stadt, das seit 1996 UNESCO-Weltkulturerbe ist.
Zentrum der Ribeira ist die Uferpromenade Cais de Ribeira, die den Zugang zur Dom-Luís-Brücke mit dem Praça da Ribeira verbindet. Hier reihen sich zahlreiche Lokale, Souvenirläden und Restaurants aneinander. Vom Ufer sind die traditionellen Portweinboote (barcos rabelos), der Douro und gegenüber von ihm die Schwesterstadt Vila Nova de Gaia zu beobachten.
Der Teil der Ribeira hinter der Uferpromenade besteht aus engen, steilen Gassen und alten Häusern, von denen sich viele, obgleich einige nun aufwändig saniert werden, baulich in einem schlechten Zustand befinden und häufiger – bis auf die Geschäfte im Erdgeschoss – leer stehen.